# Эксетер-хаус
Эксетер-хаус (англ. Exeter House) — особняк начала XVII века, стоявший на Фулл-стрит в Дерби до разрушения в 1854 году. Название было дано в честь Маркиза Эксетерского, семья которого владела строением до 1757 года, но известным здание стало после того, как в нём 4 декабря, во время якобитского восстания 1745 года, останавливался Чарльз Эдуард Стюарт.
В доме принца принимала вдовая мать Самуэля Уорда; сам он, тогда будучи ещё ребёнком, с позволения матери дегустировал пищу принца, за что при отъезде Чарльза Эдварда получил алмазное кольцо.
После смерти 8-го графа, владельца дома, в 1757 году, дом был продан его вдовой Джону Бингхему, мэру Дерби в тот год. Тот жил в доме до своей смерти в 1773 году, после чего, в 1795 году, дом купил Джедедайя Стратт, который прожил в доме вплоть до своей смерти в 1797 году. Последним владельцем дома был Уильям Итон Маузли, дважды мэр Дерби; он разрушил дом, сочтя его слишком большим и дорогим в содержании, а также решив дать возможность для строительства моста Эксетер .